# Pedró de Sant Roc (Torelló)
El Pedró de Sant Roc és un pedró de Torelló (Osona) protegit com a Bé Cultural d'Interès Local.

## Descripció
Aquest pedró ocupa el lloc de l'antiga capella de 1886 que tenia una superfície de 49 m2, constava d'una sola nau, un absis semicircular i dues absidioles laterals amb retaules. A la part posterior hi havia un campanar d'espadanya.
L'actual construcció és un pilar de planta quadrada amb una fornícula d'arc de mig punt que acull la imatge de Sant Roc, que està protegida per un vidre. Té coberta de teula a dues aigües amb el carener perpendicular a la "façana". A la part de baix hi ha un graó que permet enfilar-se per veure el sant i també hi ha una creu adossada.
La capelleta de façana és una fornícula amb forma d'arcada protegida per un vidre situada al carrer Nou, 43.

## Història
El pedró de Sant Roc ocupa el lloc de la capella dedicada al mateix sant que fou destruïda durant la Guerra Civil (1936-39).
Es resava a Sant Roc, i també a Sant Sebastià, per al guariment de la pesta i altres malalties contagioses. A la vall del Ges, el culte a aquests sants és força estès, donat que aquest tipus de malalties afectaren la zona durant el segle xv.
Pel que fa a la capella destruïda trobem els orígens en una prometença dels veïns del carrer Nou davant l'amenaça del còlera l'any 1885. La capella fou bastida l'any 1886 pel mestre d'obres Josep A. Torner al capdamunt del camí de Manlleu. La construcció actual ha quedat entremig d'edificis i el lloc ha perdut l'encant d'abans.
El culte a Sant Roc també el trobem a la fornícula que hi ha a la casa 43 del carrer Nou. Aquesta capelleta mural es va fer amb motiu de les desavinences sorgides durant la construcció de la capella l'any 1886. La imatge fou restaurada l'any 1941.